# Rutilius Taurus Aemilianus Palladius
Pour les articles homonymes, voir Pallade.
Rutilius Taurus Aemilianus Palladius, aussi connu comme Palladius Rutilius Taurus Aemilianus et communément appelé simplement Palladius (Ve siècle de l’ère chrétienne, vraisemblablement identifiable avec le préfet homonyme de 458) est l'auteur d'un traité sur l'agriculture. On connaît peu de choses sur cet auteur, si ce n'est qu'il nous apprend qu'il possédait des terres dans la campagne napolitaine et en Sardaigne et qu'il en dirigeait l'exploitation. Son titre de vir illustris dans les manuscrits indique par ailleurs qu'il était revêtu d'une haute dignité.

## De Re Rustica
Palladius rassembla ses observations et ses expériences dans son De Re Rustica en quatorze livres. Il renferme des extraits d'auteurs anciens, comme Columelle et Gargilius Martialis, mais aussi des Géoponiques grecs, dont il possédait un exemplaire complet. 
Le premier livre contient une introduction générale à l'économie rurale : situation de la ferme, qualités du sol, construction des bâtiments (avec des détails très précieux d'architecture et d'aménagement intérieur — fenêtres, chambres, citernes, réfrigération des caves, etc.), celliers, greniers, huilerie, étables et écuries, poulaillers (chapitres sur les pigeons, poules, faisans, paons), jardins, ruches, etc. Les douze livres suivants traitent des travaux propres à chaque mois de l'année : jardinage, tenue de la maison, viticulture, récolte des fruits, art de faire divers vins, récolte du miel, confection de l'huile d'olive et autres), des confitures, de l'hydromel, du verjus, etc. Le dernier livre est un poème en vers élégiaques sur la greffe des arbres.
L'Histoire littéraire de la France lui consacre un chapitre.
Dans les Œuvres complètes d'Hippocrate, Émile Littré indique qu'il a également pu commenter des traités d'Hippocrate comme celui des fractures.